# Seria Samsung Galaxy J
Seria Samsung Galaxy J este o linie întreruptă de smartphone-uri Android pe 32 de biți produse de compania sud-coreeană Samsung Electronics, introdusă pentru prima dată în 2015 și axată pe piețele emergente. Această serie este o parte a seriei Samsung Galaxy, precedând actuala serie Galaxy M și plasată sub seria Galaxy A de gamă medie.

## Istoric
Fiind destinate în principal segmentelor de piață low-end, toate modelele din serie au caracteristicile esențiale ale unui smartphone entry-level standard și diferă în funcție de dimensiune și design. Litera J vine de la „Joy” sau „Junior”. Cu toate acestea, noile caracteristici, cum ar fi slow motion și înregistrarea video la orice rezoluție mai mare de 1080p și orice rată a cadrelor mai mare de 30 de cadre pe secundă, sunt lăsate deoparte complet.
Sunt folosite și alte materiale, Samsung vizând piețele asiatice sau piața europeană entry-level. Modelele sunt actualizate cel puțin anual, fiind afișate actualizări minore sau variante cu adăugiri de nume precum Pro, Prime, Max, etc.
Deși are un nume similar, originalul Galaxy J⁠(d) (SGH-N075/SC-02F), lansat în 2013, nu aparține de fapt seriei Galaxy J, deoarece acest telefon a fost disponibil doar pe câteva piețe și, de asemenea, poziționat ca un smartphone high-end bazat pe Samsung Galaxy S4.
În septembrie 2018, au existat zvonuri că Samsung își va reorganiza gama de smartphone-uri prin întreruperea seriei Galaxy J împreună cu Galaxy On, exclusiv online, în favoarea extinderii seriei Galaxy A din gama medie la segmentul inferior și introducerea seriei Galaxy M ca noua serie de smartphone-uri exclusive online pentru a concura mai bine împotriva producătorilor chinezi din ce în ce mai populari, cum ar fi Huawei, Oppo, Vivo și Xiaomi pe piața smartphone-urilor bugetare. Samsung a introdus ulterior M10⁠(d) și M20⁠(d) în ianuarie 2019, urmate de Galaxy A10, A30⁠(d) și A50⁠(d) în luna următoare, și în cele din urmă a anunțat că seria Galaxy J a fuzionat oficial în seria Galaxy A în timpul evenimentului de lansare a seriei Galaxy A 2019 din aprilie 2019 desfășurat în Thailanda.

## Modele

### Galaxy J1
| Model                                         | Numărul modelului                                                                            | Data lansării  | Tip display  | Dimensiunea display-ului | Rezoluție digitală   | SoC                                                                                             | GPU                                       | RAM                        | Stocare internă | Cameră      | Cameră      | Baterie           | Sistem de operare | Sistem de operare                    |
| Model                                         | Numărul modelului                                                                            | Data lansării  | Tip display  | Dimensiunea display-ului | Rezoluție digitală   | SoC                                                                                             | GPU                                       | RAM                        | Stocare internă | Spate       | Frontală    | Baterie           | Inițial           | Ultimul                              |
| --------------------------------------------- | -------------------------------------------------------------------------------------------- | -------------- | ------------ | ------------------------ | -------------------- | ----------------------------------------------------------------------------------------------- | ----------------------------------------- | -------------------------- | --------------- | ----------- | ----------- | ----------------- | ----------------- | ------------------------------------ |
| Galaxy J1⁠(d)                                  | SM-J100F SM-J100FN SM-J100H SM-J100H/DD SM-J100M SM-J100ML SM-J100MU SM-J100VPP SM-J100Y     | februarie 2015 | TFT          | 4.3"                     | 480x800px (~217 ppi) | Spreadtrum⁠(d) SC7727S 2x 1.2 GHz Cortex-A7⁠(d)                                                   | Mali⁠(d)-400 MP1                           | 512 MB                     | 4 GB            | 5 MP, f/2.2 | 2 MP        | 1850 mAh (Li-Ion) | Android 4.4.4     | Android 4.4.4                        |
| Galaxy J1 4G⁠(d)                               | SM-J100VZBPVZW                                                                               | martie 2015    | TFT          | 4.3"                     | 480x800px (~217 ppi) | Spreadtrum⁠(d) SC7727S 2x 1.2 GHz Cortex-A7⁠(d)                                                   | Mali⁠(d)-400 MP1                           | 768 MB                     | 4 GB            | 5 MP        | 2 MP        | 1850 mAh (Li-Ion) | Android 5.0.2     | Android 5.1.1                        |
| Galaxy J1 Ace⁠(d)                              | SM-J110F SM-J110G SM-J110H SM-J110L SM-J110M                                                 | octombrie 2015 | Super AMOLED | 4.3"                     | 480x800px (~217 ppi) | Spreadtrum⁠(d) SC9830 4x 1.2 GHz Cortex-A7⁠(d) Marvell⁠(d) PXA19082x 1.3 GHz Cortex-A53⁠(d) (J110L) | Mali⁠(d)-400 MP2 Vivante GC7000 UL (J110L) | 512 MB (J110L) 768 MB 1 GB | 4 GB 8 GB       | 5 MP, f/2.2 | 2 MP        | 1900 mAh (Li-Ion) | Android 4.4.4     | Android 5.1.1                        |
| Galaxy J1 Ace Neo⁠(d)                          | SM-J111F SM-J111M                                                                            | octombrie 2015 | Super AMOLED | 4.3"                     | 480x800px (~217 ppi) | Spreadtrum⁠(d) SC9830 4x 1.5 GHz Cortex-A7⁠(d)                                                    | Mali⁠(d)-400 MP2                           | 512 MB (J110L) 768 MB 1 GB | 4 GB 8 GB       | 5 MP, f/2.2 | 2 MP        | 1900 mAh (Li-Ion) | Android 4.4.4     | Android 5.1.1                        |
| Galaxy J1 (2016) Galaxy Express 3Galaxy Amp 2 | SM-J120A SM-J120AZ SM-J120F SM-J120FN SM-J120G SM-J120H SM-J120M SM-J120T SM-J120W SM-J120ZN | ianuarie 2016  | Super AMOLED | 4.5"                     | 480x800px (~207 ppi) | Spreadtrum⁠(d) SC9830 4x 1.3 GHz Cortex-A7⁠(d)                                                    | Mali⁠(d)-400 MP2                           | 1 GB                       | 8 GB            | 5 MP, f/2.2 | 2 MP, f/2.2 | 2050 mAh (Li-Ion) | Android 5.1.1     | Android 5.1.1                        |
| Galaxy J1 Nxt⁠(d)                              | SM-J105B SM-J105F SM-J105H SM-J105M SM-J105Y                                                 | februarie 2016 | TFT          | 4"                       | 480x800px (~233 ppi) | Spreadtrum⁠(d) SC9830 4x 1.2 GHz Cortex-A7⁠(d)                                                    | Mali⁠(d)-400 MP2                           | 1 GB                       | 8 GB            | 5 MP        | n/a         | 1500 mAh (Li-Ion) | Android 5.1.1     | Android 5.1.1                        |
| Galaxy J1 mini⁠(d)                             | SM-J105B SM-J105F SM-J105H SM-J105M SM-J105Y                                                 | februarie 2016 | TFT          | 4"                       | 480x800px (~233 ppi) | Spreadtrum⁠(d) SC9830 4x 1.2 GHz Cortex-A7⁠(d)                                                    | Mali⁠(d)-400 MP2                           | 768 MB                     | 8 GB            | 5 MP        | n/a         | 1500 mAh (Li-Ion) | Android 5.1.1     | Android 5.1.1                        |
| Galaxy J1 mini prime⁠(d) Galaxy V2             | SM-J106B SM-J106F SM-J106H SM-J106M                                                          | decembrie 2016 | TFT          | 4"                       | 480x800px (~233 ppi) | Spreadtrum⁠(d) SC9830 4x 1.2 GHz Cortex-A7⁠(d)4x 1.5 GHz Cortex-A7⁠(d) (SM-J106F)                  | Mali⁠(d)-400 MP2                           | 1 GB                       | 8 GB eMMC 5.1   | 5 MP, f/2.2 | n/a         | 1500 mAh (Li-Ion) | Android 5.1.1     | Android 5.1.1 Android 6.0 (SM-J106F) |

### Galaxy J2
| Model                                      | Numărul modelului                                                | Data lansării   | Tip display  | Dimensiunea display-ului | Rezoluție digitală                                  | SoC                                                    | GPU                       | RAM            | Stocare internă     | Cameră      | Cameră      | Baterie             | Sistem de operare   | Sistem de operare   |
| Model                                      | Numărul modelului                                                | Data lansării   | Tip display  | Dimensiunea display-ului | Rezoluție digitală                                  | SoC                                                    | GPU                       | RAM            | Stocare internă     | Spate       | Frontală    | Baterie             | Inițial             | Ultimul             |
| ------------------------------------------ | ---------------------------------------------------------------- | --------------- | ------------ | ------------------------ | --------------------------------------------------- | ------------------------------------------------------ | ------------------------- | -------------- | ------------------- | ----------- | ----------- | ------------------- | ------------------- | ------------------- |
| Galaxy J2⁠(d) Galaxy J2 Duos                | SM-J200F SM-J200G SM-J200GU SM-J200H SM-J200M SM-J200Y SM-J200BT | septembrie 2015 | Super AMOLED | 4.37"                    | 540x960px (~234 ppi)                                | Samsung Exynos⁠(d) 3 Quad 3475 4x 1.3 GHz Cortex-A7⁠(d)  | Mali⁠(d)-T720 @600 MHz     | 1 GB LPDDR3    | 8 GB eMMC 4.5       | 5 MP, f/2.2 | 2 MP, f/2.2 | 2000 mAh (Li-Ion)   | Android 5.1.1       | Android 5.1.1       |
| Galaxy J2 (2016)⁠(d)                        | SM-J210F SM-J210G SM-J210GU SM-J210H                             | iulie 2016      | Super AMOLED | 5"                       | 720x1280px (~294 ppi)                               | Spreadtrum⁠(d) SC8830 4x 1.5 GHz Cortex-A7⁠(d)           | Mali⁠(d)-400 MP2           | 1.5 GB         | 8 GB                | 8 MP, f/2.2 | 5 MP, f/2.2 | 2600 mAh (Li-Ion)   | Android 6.0.1       | Android 6.0.1       |
| Galaxy J2 Pro (2016)                       | SM-J210F SM-J210G SM-J210GU SM-J210H                             | iulie 2016      | Super AMOLED | 5"                       | 720x1280px (~294 ppi)                               | Spreadtrum⁠(d) SC8830 4x 1.5 GHz Cortex-A7⁠(d)           | Mali⁠(d)-400 MP2           | 2 GB           | 16 GB               | 8 MP, f/2.2 | 5 MP, f/2.2 | 2600 mAh (Li-Ion)   | Android 6.0.1       | Android 6.0.1       |
| Galaxy J2 Prime⁠(d)                         | SM-G532F SM-G532G SM-G532M SM-G532MT                             | noiembrie 2016  | PLS LCD      | 5"                       | 540x960px (~220 ppi)                                | MediaTek⁠(d) MT6737T 4x 1.5 GHz Cortex-A53⁠(d)           | Mali⁠(d)-T720 MP2 @600 MHz | 1.5 GB         | 8 GB 16 GB eMMC 5.0 | 8 MP, f/2.2 | 5 MP, f/2.2 | 2600 mAh (Li-Ion)   | Android 6.0.1       | Android 6.0.1       |
| Galaxy J2 (2018)⁠(d) Galaxy Grand Prime Pro | SM-J250F SM-J250G SM-J250M SM-J250Y                              | ianuarie 2018   | 5"           | 540x960px (~220 ppi)     | Qualcomm Snapdragon⁠(d) 425 4x 1.4 GHz Cortex-A53⁠(d) | Adreno⁠(d) 308 @500 MHz                                 | 1.5 GB 2 GB LPDDR3        | 16 GB eMMC 5.1 | 2600 mAh (Li-Ion)   | 8 MP, f/2.2 | 5 MP, f/2.2 | Android 7.1.1       | Android 7.1.1       |                     |
| Galaxy J2 Pro (2018)                       | SM-J210H                                                         | 2018            | 5"           | 540x960px (~220 ppi)     | Super AMOLED                                        | Spreadtrum⁠(d) SC8830 4x 1.5 GHz Cortex-A8⁠(d)           | Mali⁠(d)-400 MP2           | 1.5 GB         | 2600 mAh (Li-Ion)   | 8 MP, f/2.2 | 5 MP, f/2.2 | 8 GB                | Android 8.1 Oreo    | Android GO          |
| Galaxy J2 Core⁠(d)                          | SM-J260A SM-S260DL SM-J260F SM-J260G SM-J260M SM-J260T1 SM-J260Y | august 2018     | 5"           | 540x960px (~220 ppi)     | PLS LCD                                             | Samsung Exynos⁠(d) 7 Quad 7570 4x 1.4 GHz Cortex-A53⁠(d) | Mali⁠(d)-T720 MP1 @830 MHz | 1 GB LPDDR3    | 2600 mAh (Li-Ion)   | 8 MP, f/2.2 | 5 MP, f/2.2 | 8 GB 16 GB eMMC 5.0 | Android 8.1 (Go)⁠(d) | Android 8.1 (Go)⁠(d) |
| Galaxy J2 Pure                             | SM-J260AZ                                                        | februarie 2019  | 5"           | 540x960px (~220 ppi)     | PLS LCD                                             | Samsung Exynos⁠(d) 7 Quad 7570 4x 1.4 GHz Cortex-A53⁠(d) | Mali⁠(d)-T720 MP1 @830 MHz | 2 GB LPDDR3    | 2600 mAh (Li-Ion)   | 8 MP, f/2.2 | 5 MP, f/2.2 | 16 GB               | Android 8.1 (Go)⁠(d) | Android 8.1 (Go)⁠(d) |
| Galaxy J2 Core (2020)                      | SM-J260FU SM-J260GU SM-J260GU/DS SM-J260MU                       | aprilie 2020    | 5"           | 540x960px (~220 ppi)     | PLS LCD                                             | Samsung Exynos⁠(d) 7 Quad 7570 4x 1.4 GHz Cortex-A53⁠(d) | Mali⁠(d)-T720 MP1 @830 MHz | 1 GB LPDDR3    |                     | 8 MP, f/2.2 | 5 MP, f/2.2 | 16 GB               | Android 8.1 (Go)⁠(d) | Android 8.1 (Go)⁠(d) |

### Galaxy J3
| Model                                                                                              | Numărul modelului | Data lansării | Tipul display-ului                        | Mărimea display-ului | Rezoluție digitală    | SoC | GPU                                                                                   | RAM         | Stocare internă | Cameră                        | Cameră                 | Baterie           | Sistem de operare                  | Sistem de operare                                                              |
| Model                                                                                              | Numărul modelului | Data lansării | Tipul display-ului                        | Mărimea display-ului | Rezoluție digitală    | SoC | GPU                                                                                   | RAM         | Stocare internă | Spate                         | Frontală               | Baterie           | Inițial                            | Ultimul                                                                        |
| -------------------------------------------------------------------------------------------------- | --- | ------------- | ----------------------------------------- | -------------------- | --------------------- | --- | ------------------------------------------------------------------------------------- | ----------- | --------------- | ----------------------------- | ---------------------- | ----------------- | ---------------------------------- | ------------------------------------------------------------------------------ |
| Galaxy J3 (2016)⁠(d) India: Galaxy J3 ProGalaxy J3 V (Verizon)Galaxy Amp Prime                      | SM-J320A SM-J320F SM-J320FN SM-J320G SM-J320H SM-J320M SM-J320N0 SM-J320P SM-J320V SM-J320W8 SM-J320Y SM-J320YZ SM-J320ZN SM-J3109 | mai 2016      | Super AMOLED With Asahi Dragontrail Glass | 5"                   | 720x1280px (~294 ppi) | Spreadtrum⁠(d) SC9830 4x 1.5 GHz Cortex-A7⁠(d) Samsung Exynos⁠(d) 3 Quad 34754x 1.3 GHz Cortex-A7⁠(d) (USA)                                                                      | Mali⁠(d)-400 MP2 Mali⁠(d)-T720@600 MHz (USA)                                            | 1.5 GB 2 GB | 8 GB 16 GB      | 8 MP, f/2.2 5 MP, f/2.2 (USA) | 5 MP, f/2.2 2 MP (USA) | 2600 mAh (Li-Ion) | Android 5.1.1 Android 6.0 (USA)    | Android 6.0 Android 7.1.1 (USA)                                                |
| Galaxy J3 Pro (China)⁠(d)                                                                           | SM-J327 SM-J3119 SM-J3119S SM-J3110                                                                                                | iunie 2016    | Super AMOLED                              | 5"                   | 720x1280px (~294 ppi) | Qualcomm Snapdragon⁠(d) 410 4x 1.2 GHz Cortex-A53⁠(d) | Adreno⁠(d) 306 @450 MHz                                                                | 2 GB        | 16 GB eMMC 4.5  | 8 MP, f/2.2                   | 5 MP, f/2.2            | 2600 mAh (Li-Ion) | Android 5.1.1                      | Android 5.1.1                                                                  |
| Galaxy J3 Prime⁠(d) Galaxy J3 EmergeGalaxy J3 EclipseGalaxy Express Prime 2Galaxy Amp Prime 2       | SM-J327 SM-J327A SM-J326AZ SM-J327P SM-J327T SM-J327V SM-J327W                                                                     | ianuarie 2017 | TFT                                       | 5"                   | 720x1280px (~294 ppi) | Qualcomm Snapdragon⁠(d) 425 4x 1.4 GHz Cortex-A53⁠(d) Qualcomm Snapdragon⁠(d) 4308x 1.4 GHz Cortex-A53⁠(d) (J327P) Samsung Exynos⁠(d) 7 Quad 75704x 1.4 GHz Cortex-A53⁠(d) (J327A) | Adreno⁠(d) 308 @500 MHz Adreno⁠(d) 505@450 MHz (J327P) Mali⁠(d)-T720 MP1@830 MHz (J327A) | 1.5 GB      | 16 GB eMMC 5.1  | 5 MP, f/1.9                   | 2 MP, f/2.2            | 2600 mAh (Li-Ion) | Android 6.0 (TouchWiz⁠(d)           | Android 7.0 (Samsung Experience⁠(d)                                             |
| Galaxy J3 (2017)⁠(d) Galaxy J3 Pro (2017)Galaxy J3 (2017) Duos                                      | SM-J327F SM-J327U SM-J330F SM-J330FN SM-J330G SM-J330L SM-J330N SM-J3300 SM-J3308 SM-S337TL J330F J330G                            | iulie 2017    | PLS LCD                                   | 5"                   | 720x1280px (~294 ppi) | Samsung Exynos⁠(d) 7 Quad 7570 4x 1.4 GHz Cortex-A53⁠(d) | Mali⁠(d)-T720 MP1 @830 MHz                                                             | 2 GB LPDDR3 | 16 GB eMMC 5.0  | 13 MP, f/1.9                  | 5 MP, f/2.2            | 2400 mAh (Li-Ion) | Android 7.0 (Samsung Experience⁠(d) | Android 9.0 (One UI⁠(d)                                                         |
| Galaxy J3 (2018)⁠(d) Galaxy J3 StarGalaxy Amp Prime 3Galaxy J3 V 2018Galaxy J3 Aura Galaxy J3 Orbit | SM-J337A SM-J337AZ SM-J337P SM-J337R SM-J337T SM-J337U SM-J337VPP SM-J337W SM-S367VL                                               | iunie 2018    | PLS LCD                                   | 5"                   | 720x1280px (~294 ppi) | Samsung Exynos⁠(d) 7 Quad 7570 4x 1.4 GHz Cortex-A53⁠(d) | Mali⁠(d)-T720 MP1 @830 MHz                                                             | 2 GB LPDDR3 | 16 GB eMMC 5.0  | 8 MP, f/1.9                   | 5 MP, f/2.2            | 2600 mAh (Li-Ion) | Android 8.0 (Samsung Experience⁠(d) | Android 8.0 (Samsung Experience⁠(d)) Android 9.0 (One UI⁠(d)(Verizon & TracFone) |

### Galaxy J4
| Model          | Numărul modelului                              | Data de lansare | Tip de afișare | Dimensiunea afișării | Rezoluție digitală     | SoC                                                 | GPU                       | RAM             | Stocare internă     | Cameră       | Cameră      | Baterie           | Sistem de operare                | Sistem de operare    |
| Model          | Numărul modelului                              | Data de lansare | Tip de afișare | Dimensiunea afișării | Rezoluție digitală     | SoC                                                 | GPU                       | RAM             | Stocare internă     | Spate        | Frontală    | Baterie           | Inițial                          | Ultimele             |
| -------------- | ---------------------------------------------- | --------------- | -------------- | -------------------- | ---------------------- | --------------------------------------------------- | ------------------------- | --------------- | ------------------- | ------------ | ----------- | ----------------- | -------------------------------- | -------------------- |
| Galaxy J4⁠(d)   | SM-J400F SM-J400G SM-J400M                     | mai 2018        | Super AMOLED   | 5.5"                 | 720x1280px (~ 267 PPI) | Samsung Exynos 7 Quad 7570 4x 1,4 GHz Cortex-A53⁠(d) | Mali⁠(d)-T720 MP1 @830 MHz | 2 GB3 GB LPDDR3 | 16 GB32 GB EMMC 5.0 | 13 MP, f/1.9 | 5 MP, f/2.2 | 3000 MAh (Li-Ion) | Android 8.0 (Samsung Experience) | Android 10 (One UI)  |
| Galaxy J4+⁠(d)  | SM-J415F SM-J415FN SM-J415G SM-J415GN SM-J415N | octombrie 2018  | LCD IPS        | 6"                   | 720x1480px (~ 274 PPI) | Qualcomm Snapdragon⁠(d) 425 4x 1,4 GHz Cortex-A53⁠(d) | Adreno⁠(d) 308 @500 MHz    | 2 GB3 GB LPDDR3 | 16 GB32 GB EMMC 5.1 | 13 MP, f/1.9 | 5 MP, f/2.2 | 3300 MAh (Li-Ion) | Android 8.1 (Samsung Experience) | Android 9.0 (One UI) |
| Galaxy J4 Core | SM-J410D SM-J410F SM-J410G                     | noiembrie 2018  | LCD IPS        | 6"                   | 720x1480px (~ 274 PPI) | Qualcomm Snapdragon⁠(d) 425 4x 1,4 GHz Cortex-A53⁠(d) | Adreno⁠(d) 308 @500 MHz    | 1 GB LPDDR3     | 16 GB EMMC 5.1      | 8 MP, f/2.2  | 5 MP, f/2.2 | 3300 MAh (Li-Ion) | Android 8.1 (Go)                 | Android 8.1 (Go)     |

### Galaxy J5
| Model                                                          | Numărul modelului                                                                           | Data de lansare | Tip de afișare | Dimensiunea display-ului | Rezoluție digitală     | SoC                                                 | GPU                       | RAM             | Stocare internă     | Cameră       | Cameră       | Baterie           | Sistem de operare                | Sistem de operare                  |
| Model                                                          | Numărul modelului                                                                           | Data de lansare | Tip de afișare | Dimensiunea display-ului | Rezoluție digitală     | SoC                                                 | GPU                       | RAM             | Stocare internă     | Spate        | Frontală     | Baterie           | Inițial                          | Ultimele                           |
| -------------------------------------------------------------- | ------------------------------------------------------------------------------------------- | --------------- | -------------- | ------------------------ | ---------------------- | --------------------------------------------------- | ------------------------- | --------------- | ------------------- | ------------ | ------------ | ----------------- | -------------------------------- | ---------------------------------- |
| Galaxy J5 (2015)⁠(d)                                            | SM-J500F SM-J500FN SM-J500G SM-J500H SM-J500M SM-J500N0 SM-J500Y SM-J5007 SM-J5008 J5 J500S | iulie 2015      | Super AMOLED   | 5"                       | 720x1280px (~ 294 PPI) | Qualcomm Snapdragon⁠(d) 410 4x 1,2 GHz Cortex-A53⁠(d) | Adreno⁠(d) 306 @450 MHz    | 1,5 GB          | 8 GB16 GB EMMC 4.5  | 13 MP, f/1.9 | 5 MP, f/2.2  | 2600 MAh (Li-Ion) | Android 5.1.1                    | Android 6.0.1                      |
| Galaxy J5 (2016) Galaxy J5 Metal                               | SM-J500F SM-J500FN SM-J500G SM-J500H SM-J500M SM-J500N0 SM-J500Y SM-J5007 SM-J5008 J5 J500S | aprilie 2016    | Super AMOLED   | 5.2"                     | 720x1280px (~ 282 PPI) | Qualcomm Snapdragon⁠(d) 410 4x 1,2 GHz Cortex-A53⁠(d) | Adreno⁠(d) 306 @450 MHz    | 2 GB            | 16 GB EMMC 4.5      | 13 MP, f/1.9 | 5 MP, f/2.2  | 3100 MAh (Li-Ion) | Android 6.0.1 - Nu, nu.          | Android 7.1.1 (Samsung Experience) |
| Galaxy J5 Prime                                                | SM-G570F SM-G570F/DD SM-G570M SM-G570Y                                                      | octombrie 2016  | LCD IPS        | 5"                       | 720x1280px (~ 294 PPI) | Samsung Exynos 7 Quad 7570 4x 1,4 GHz Cortex-A53⁠(d) | Mali⁠(d)-T720 MP1 @830 MHz | 2 GB LPDDR3     | 16 GB32 GB EMMC 5.0 | 13 MP, f/1.9 | 5 MP, f/2.2  | 2400 MAh (Li-Ion) | Android 6.0.1 - Nu, nu.          | Android 8.0 (Samsung Experience)   |
| Galaxy J5 (2017)⁠(d) Galaxy J5 Pro (2017) Galaxy J5 (2017) Duos | SM-J530F SM-J530FM SM-J530G SM-J530GM SM-J530K SM-J530L SM-J530S SM-J530Y SM-J530YM         | iunie 2017      | Super AMOLED   | 5.2"                     | 720x1280px (~ 282 PPI) | Samsung Exynos 7 Octa 7870 8x 1,6 GHz Cortex-A53⁠(d) | Mali⁠(d)-T830 MP1 @700 MHz | 2 GB3 GB LPDDR3 | 16 GB32 GB EMMC 5.1 | 13 MP, f/1.7 | 13 MP, f/1.9 | 3000 MAh (Li-Ion) | Android 7.0 (Samsung Experience) | Android 9.0 (One UI)               |

### Galaxy J6
| Model                      | Numărul modelului                                        | Data de lansare | Tip de afișare | Dimensiunea afișării | Rezoluția afișării     | SoC                                                 | GPU                       | RAM                 | Stocare internă     | Cameră                              | Cameră      | Baterie           | Sistem de operare                | Sistem de operare   |
| Model                      | Numărul modelului                                        | Data de lansare | Tip de afișare | Dimensiunea afișării | Rezoluția afișării     | SoC                                                 | GPU                       | RAM                 | Stocare internă     | Spate                               | Frontală    | Baterie           | Inițial                          | Ultimele            |
| -------------------------- | -------------------------------------------------------- | --------------- | -------------- | -------------------- | ---------------------- | --------------------------------------------------- | ------------------------- | ------------------- | ------------------- | ----------------------------------- | ----------- | ----------------- | -------------------------------- | ------------------- |
| Galaxy J6India: Galaxy On6 | SM-J600F SM-J600FN SM-J600G SM-J600GF SM-J600GT SM-J600L | octombrie 2018  | Super AMOLED   | 5.6"                 | 720x1480px (~ 293 PPI) | Samsung Exynos 7 Octa 7870 8x 1,6 GHz Cortex-A53⁠(d) | Mali⁠(d)-T830 MP1 @700 MHz | 2 GB3 GB4 GB LPDDR3 | 32 GB64 GB EMMC 5.1 | 13 MP, f/1.9                        | 8 MP, f/1.9 | 3000 MAh (Li-Ion) | Android 8.0 (Samsung Experience) | Android 10 (One UI) |
| Galaxy J6+⁠(d)              | SM-J610F SM-J610FN SM-J610G                              | octombrie 2018  | LCD IPS        | 6"                   | 720x1480px (~ 274 PPI) | Qualcomm Snapdragon⁠(d) 425 4x 1,4 GHz Cortex-A53⁠(d) | Adreno⁠(d) 308 @500 MHz    | 3 GB4 GB LPDDR3     | 32 GB64 GB EMMC 5.1 | 13 MP, f/1.9 + 5 MP, f/1.9, (Depth) | 8 MP, f/1.9 | 3300 MAh (Li-Ion) | Android 8.1 (Samsung Experience) | Android 10 (One UI) |

### Galaxy J7
| Model                                                      | Numărul modelului                                                                             | Data de lansare | Tip de afișare         | Dimensiunea afișării | Rezoluția afișării      | SoC | GPU | RAM                     | Stocare internă          | Camera                              | Camera              | Baterie           | Sistem de operare                  | Sistem de operare |
| Model                                                      | Numărul modelului                                                                             | Data de lansare | Tip de afișare         | Dimensiunea afișării | Rezoluția afișării      | SoC | GPU | RAM                     | Stocare internă          | Spate                               | Frontală            | Baterie           | Inițial                            | Ultimele |
| ---------------------------------------------------------- | --------------------------------------------------------------------------------------------- | --------------- | ---------------------- | -------------------- | ----------------------- | --- | --- | ----------------------- | ------------------------ | ----------------------------------- | ------------------- | ----------------- | ---------------------------------- | --- |
| Galaxy J7⁠(d)Galaxy J7 Duos                                 | SM-J700F SM-J700H SM-J700K SM-J700M SM-J700P SM-J700T SM-J700T1 SM-J7008                      | iulie 2015      | Super AMOLED           | 5.5"                 | 720x1280px (~ 267 PPI)  | Qualcomm Snapdragon 6154x 1,5 GHz + 4x 1,0 GHz Cortex-A53 Samsung Exynos 7 Octa 75808x 1.6 GHz Cortex-A53Cortex-A53Cortex-A53 (SM-J700F, SM-J700H) Qualcomm Snapdragon⁠(d)">Qualcomm Snapdragon 4104x 1.2 GHz Cortex -A53 (SM-J 700K) QualcomM Snapdragon 4158x 1.4 GHz Cortex (SM-J700P) | Adreno 405@550 MHz Mali-T720 MP2@668 MHz (SM-J700F, SM-J700H) AdrenoAdreno MHz (SM - (SM-J700K) ) Adrena 405@550 MHz (SM (SM-J700P) | 1,5 GB LPDDR3           | 16 GB                    | 13 MP, f/1.9                        | 5 MP, f/2.2         | 3000 MAh (Li-Ion) | Android 5.1.1                      | Android 5.1.1 (SM-J700K) Android 6.0.1 (SM-J700F, SM-J700H, SM- J700M) Android 8.1.0 (SM- J700P, SM- (SM-J700P, SM-J700T, SM- J700T1) |
| Galaxy J7 (2016)⁠(d) Galaxy J7 Duos (2016)                  | SM-J710F SM-J710FN SM-J710FQ SM-J710GN SM-J710H SM-J710K SM-J710M SM-J710MN SM-J7108 SM-J7109 | aprilie 2016    | Super AMOLED           | 5.5"                 | 720x1280px (~ 267 PPI)  | Samsung Exynos 7 Octa 78708x 1,6 GHz Cortex-A53 Qualcomm Snapdragon 6174x 1,5 GHz + 4x 1,2 GHz Cortex-A53 (China) | Mali-T830 MP1@700 MHz Adreno 405@550 MHz (China)                                                                                    | 2 GB3 GB (China) LPDDR3 | 16 GB EMMC 5.1           | 13 MP, f/1.9                        | 5 MP, f/1.9         | 3300 MAh (Li-Ion) | Android 6.0.1 - Nu, nu.            | Android 8.1 (Samsung Experience) |
| Galaxy J7 Prime⁠(d)Galaxy pe Nxt                            | SM-J727A SM-J727AZ SM-J727F SM-J727P SM-J727R4 SM-J727S SM-J727T SM-J727U SM-J727V SM-J727VPP | noiembrie 2016  | LCD IPS                | 5.5"                 | 1080x1920px (~401 PPI)  | Samsung Exynos 7 Octa 7870 8x 1,6 GHz Cortex-A53 | Mali-T830 MP1 @700 MHz | 3 GB LPDDR3             | 16 GB32 GB EMMC 5.1      | 13 MP, f/1.9                        | 8 MP, f/1.9         | 3300 MAh (Li-Ion) | Android 6.0.1 - Nu, nu.            | Android 8.1 (Samsung Experience) |
| Galaxy J7 V                                                | SM-S727VL                                                                                     | martie 2017     | LCD IPS                | 5.5"                 | 720x1280px (~ 267 PPI)  | Qualcomm Snapdragon 625 8x 2,0 GHz Cortex-A53 | Adreno 506 @650 MHz | 2 GB LPDDR3             | 16 GB EMMC 5.1           | 8 MP                                | 5 MP                | 3300 MAh (Li-Ion) | Android 7.0 (Samsung Experience)   | Android 8.1 (Samsung Experience) |
| Galaxy J7 Sky Pro                                          | S-S727VL                                                                                      | martie 2017     | LCD IPS                | 5.5"                 | 720x1280px (~ 267 PPI)  | Qualcomm Snapdragon 425 4x 1,4 GHz Cortex-A53 | Adreno 308 @500 MHz | 2 GB LPDDR3             | 16 GB EMMC 5.1           | 8 MP                                | 5 MP                | 3300 MAh (Li-Ion) | Android 6.0                        | Android 6.0 |
| Galaxy J7 MaxGalaxy pe Max                                 | SM-G615FSM-G616FU                                                                             | iunie 2017      | PLS LCD                | 5.7"                 | 1080x1920px (~ 386 PPI) | MediaTek Helio P20 4x 2,3 GHz Cortex-A53Cortex-A53 Cortex -A53 | Mali-T880 MP2 @900 MHz | 4 GB LPDDR4X            | 32 GB                    | 13 MP, f/1.7                        | 13 MP, f/1.9        | 3300 MAh (Li-Ion) | Android 7.0 (Samsung Experience)   | Android 8.1 (Samsung Experience) |
| Galaxy J7 NxtGalaxy J7 Nxt DuosGalaxy J7 NeoGalaxy J7 Core | SM-J701F SM-J701M SM-J701MT                                                                   | iulie 2017      | Super AMOLED           | 5.5"                 | 720x1280px (~ 267 PPI)  | Samsung Exynos 7 Octa 7870 8x 1,6 GHz Cortex-A53 | Mali-T830 MP1 @700 MHz | 2 GB3 GB LPDDR3         | 16 GB32 GB               | 13 MP, f/1.9                        | 5 MP, f/2.2         | 3000 MAh (Li-Ion) | Android 7.0 (Samsung Experience)   | Android 9.0 (O UI) |
| Galaxy J7 (2017)⁠(d) Galaxy J7 Pro                          | SM-J730F SM-J730FM SM-J730K                                                                   | iulie 2017      | Super AMOLED           | 5.5"                 | 1080x1920px (~401 PPI)  | Samsung Exynos 7 Octa 7870 8x 1,6 GHz Cortex-A53 | Mali-T830 MP1 @700 MHz | 2 GB3 GB LPDDR3         | 16 GB EMMC 5.1           | 13 MP, f/1.7                        | 13 MP, f/1.9        | 3600 MAh (Li-Ion) | Android 7.0 (Samsung Experience)   | Android 9.0 (O UI) |
| Galaxy J7 Pro⁠(d)                                           | SM-J730G SM-J730GM                                                                            | iulie 2017      | Super AMOLED           | 5.5"                 | 1080x1920px (~401 PPI)  | Samsung Exynos 7 Octa 7870 8x 1,6 GHz Cortex-A53 | Mali-T830 MP1 @700 MHz | 3 GB LPDDR3             | 16 GB32 GB64 GB EMMC 5.1 | 13 MP, f/1.7                        | 13 MP, f/1.9        | 3600 MAh (Li-Ion) | Android 7.0 (Samsung Experience)   | Android 9.0 (O UI) |
| Galaxy J7+⁠(d)                                              | SM-C710F SM-C7100 SM-C7108                                                                    | octombrie 2017  | Super AMOLED           | 5.5"                 | 1080x1920px (~401 PPI)  | MediaTek Helio P20 4x 2,3 GHz Cortex-A53Cortex-A53 Cortex -A53 | Mali-T880 MP2 @900 MHz | 3 GB4 GB LPDDR4X        | 32 GB64 GB               | 13 MP, f/1.7 + 5 MP, f/1.9, (Depth) | 16 MP, f/1.9        | 3000 MAh (Li-Ion) | Android 7.1.1 (Samsung Experience) | Android 8.1 |
| Galaxy J7 Prime 2Galaxy On7 Prime (2018)                   | SM-G611F SM-G611FF SM-G611K SM-G611M SM-G611MT                                                | aprilie 2018    | Super AMOLED           | 5.5"                 | 1080x1920px (~401 PPI)  | Samsung Exynos 7 Octa 7870 8x 1,6 GHz Cortex-A53 | Mali-T830 MP1 @700 MHz | 3 GB LPDDR3             | 32 GB EMMC 5.1           | 13 MP, f/1.9                        | 13 MP, f/1.9        | 3300 MAh (Li-Ion) | Android 7.1.1 (Samsung Experience) | Android 9.0 (One UI) |
| Galaxy J7 Duo                                              | SM-J720F SM-J720F/DS SM-J720M SM-J720M/DS                                                     | aprilie 2018    | Super AMOLED           | 5.5"                 | 720x1280px (~ 267 PPI)  | Samsung Exynos 7885 2x 2,2 GHz Cortex-A73⁠(d) +6x 1,6 GHz Cortex -A53 Cortex-A53⁠(d) | Mali⁠(d)-G71 MP2 @1.1 GHz | 3 GB4 GB LPDDR4         | 32 GB EMMC 5.1           | 13 MP, f/1.9 + 5 MP, f/1.9, (Depth) | 8 MP, f/1.9         | 3000 MAh (Li-Ion) | Android 8.0 (Samsung Experience)   | Android 10 (One UI) |
| Galaxy J7 (2018)                                           | SM-J737A SM-J737F SM-J737P SM-J737S SM-J737T SM-J737T1 SM-J737U SM-J737V SM-J737VPP SM-S767VL | iulie 2018      | TFT Cu Gorilla Glass 5 | 5.5"                 | 720x1280px (~ 267 PPI)  | Samsung Exynos 7 Octa 7870 8x 1,6 GHz Cortex-A53⁠(d) | Mali⁠(d)-T830 MP1 @700 MHz | 2 GB LPDDR3             | 16 GB32 GB EMMC 5.1      | 8 MP / 13 MP, f/1.7                 | 5 MP / 13 MP, f/1.7 | 3300 MAh (Li-Ion) | Android 8.0 (Samsung Experience)   | Android 9.0 (One UI) |

### Galaxy J8
| Model                      | Numărul modelului                                   | Data de lansare | Tip display  | Dimensiunea display-ului | Rezoluție digitală     | SoC                                                 | GPU                    | RAM             | Stocare internă     | Cameră                              | Cameră       | Baterie           | Sistem de operare                | Sistem de operare   |
| Model                      | Numărul modelului                                   | Data de lansare | Tip display  | Dimensiunea display-ului | Rezoluție digitală     | SoC                                                 | GPU                    | RAM             | Stocare internă     | Spate                               | Frontală     | Baterie           | Inițial                          | Ultimele            |
| -------------------------- | --------------------------------------------------- | --------------- | ------------ | ------------------------ | ---------------------- | --------------------------------------------------- | ---------------------- | --------------- | ------------------- | ----------------------------------- | ------------ | ----------------- | -------------------------------- | ------------------- |
| Galaxy J8India: Galaxy On8 | SM-J810F SM-J810G SM-J810GF SM-J810M SM-J810Y J810Y | iulie 2018      | Super AMOLED | 6"                       | 720x1480px (~ 274 PPI) | Qualcomm Snapdragon⁠(d) 450 8x 1,8 GHz Cortex-A53⁠(d) | Adreno⁠(d) 506 @600 MHz | 3 GB4 GB LPDDR3 | 32 GB64 GB EMMC 5.1 | 16 MP, f/1.7 + 5 MP, f/1.9, (Depth) | 16 MP, f/1.9 | 3500 MAh (Li-Ion) | Android 8.0 (Samsung Experience) | Android 10 (One UI) |

## Succesor
Seria Galaxy J a fost întreruptă în aprilie 2019 în favoarea extinderii seriei Galaxy A din gama medie în segmentul entry-level, precum și introducerea seriei Galaxy M exclusiv online. Linia 2019 a introdus, de asemenea, noua schemă de numire Samsung, cu numere din două cifre, spre deosebire de o singură cifră a modelelor din generația anterioară.